# Sanitätsdienst

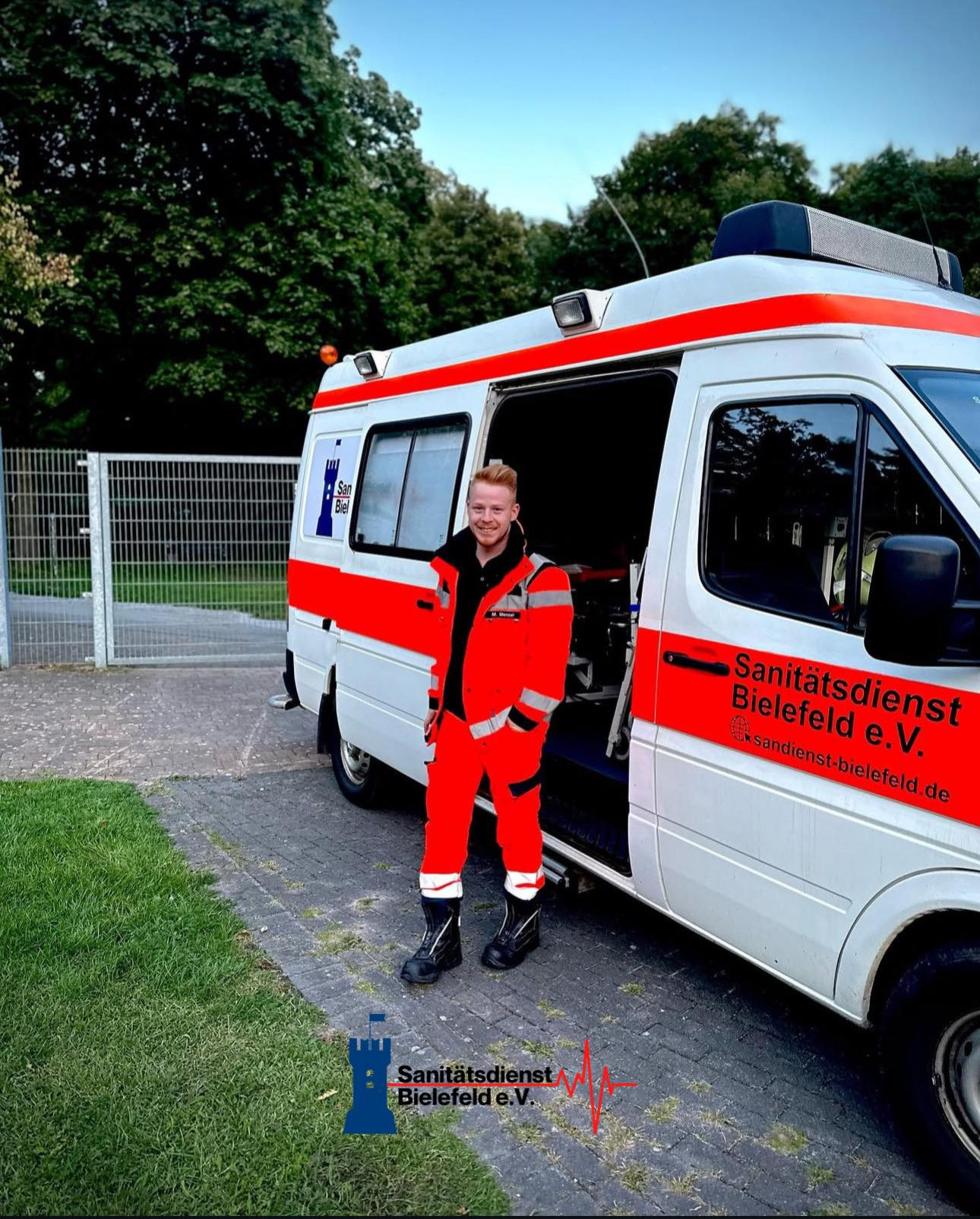
Sanitäter des Sanitätsdiensts Bielefeld e. V. im Einsatz für den Sanitätsdienst des Naturbad Brackwede während des [https://www.facebook.com/events/naturbad-brackwede/benefiz-stegkonzert/551725409959137/ Benefiz Stegkonzert

Sanitätsdienst (auch Sanität oder Sanitätswesen genannt; militärisch allgemein SanD abgekürzt; von lateinisch sanitas ‚Gesundheit‘) ist die Bezeichnung für Dienste von Sanitätern, welche die notfallmedizinische Versorgung von Verletzten oder Verwundeten übernehmen, und diverse öffentliche Aufgaben in Katastrophen-/Zivilschutz, Hygiene und Ähnlichem, die Sofortmaßnahmen erfordern können.

## Bereiche
- Sanitätsdienst (Katastrophenschutz): ein Fachdienst zur Bewältigung großer Schadensereignisse mit einem Massenanfall von Verletzten oder im Katastrophenfall
- Sanitätsdienst der Polizei: Arbeitsmedizinischer Dienst der Polizei, notfallmedizinische Versorgung in polizeilichen (Gefahren-)Lagen und bei Veranstaltungen bzw. Lehrgängen der Polizei
- Betrieblicher Sanitätsdienst: organisierte Erste Hilfe und zum Teil auch arbeitsmedizinischer Dienst in Betrieben
- Demosanitätsdienste bei politischen Versammlungen
- Sanitätswachdienst: geplante medizinische Versorgung für Teilnehmer und Besucher bei Veranstaltungen
- Schulsanitätsdienst: Erste Hilfe an Schulen
- Militärischer Sanitätsdienst: militärische Einheiten, die mit dem Sanitätswesen der Streitkräfte betraut sind

## Deutschland
- für die deutsche Bundeswehr:
  - Zentraler Sanitätsdienst der Bundeswehr: ein Organisationsbereich bei der deutschen Bundeswehr
  - Sanitätsdienst Heer: eine Truppengattung im deutschen Heer
  - Marinesanitätsdienst
  - Reservelazarettorganisation

- Luftschutz-Sanitätsdienst (historisch): ein Fachdienst des ehemaligen Luftschutzhilfsdienstes
- Sanitätswesen (KZ) (in nationalsozialistischen Konzentrationslagern)

## Österreich
- Sanitätsdienst des Bundesheeres

## Vereinigtes Königreich
- Royal Army Medical Corps

## Vereinigten Staaten
- Sanitätsdienst der Streitkräfte der Vereinigten Staaten